# 東郷実勝
東郷 実勝（とうごう さねかつ）は、薩摩藩鹿児島城下士。剣客。剣術示現流宗家師範の東郷実満の次男。については「示現流聞書喫緊録附録系図」と「平姓東郷氏支族系図」で相違がある。
　

## 生涯
東郷藤兵衛実満の次男として生まれる。兄の東郷位照と示現流師範家東郷氏の家督を争い、最終的に位照を奄美大島への遠島に追いやったものの、結局は位照の子で母方で生活していた実昉が嗣子となり、家督を継ぐことは出来なかった。
享保18年（1733年）に父が死去し、実昉が宗家師範家当主となったが若年な上に母方で生活していたために流儀は未熟であった。このため、藩主島津吉貴の命で薬丸兼慶が師範代行となった。しかし、実勝も父より示現流を相伝されていたので実際は実勝が道場を牛耳っており、家督継承者ではないにもかかわらず、後年の東郷家においては実勝を実満と実昉の間の師範と位置づけた差出を藩に提出していたことが村山輝志「示現流兵法」（島津書房）で窺える。この間違いがそのまま、「称名墓録」に掲載されてしまう。
実勝は甥の実昉をないがしろにしていた。しかし、この行動は同時に吉貴の命令を無視した行動ともいえたので、吉貴の怒りを買い、薩摩藩の流刑では一番重い沖永良部島遠島となってしまう。
沖永良部島遠島は終身流刑であったため、本来ならそのまま沖永良部島で一生を終えるところであったが、島津宗信の恩赦により、延享年間に鹿児島城下に帰ることになる。これにより、先に鹿児島に戻っていた東郷位照が天神馬場の東郷家から追い出されることになる。その後、生活に困窮したという。
妻は秩父将興の妹で、近思録崩れで処罰された秩父季保の養父の叔母にあたる。また藤助という子息がおり、天神馬場の本家とは別に示現流を指導していたが、のちに指導をやめた。

## 生母について
母については「示現流聞書喫緊録附録系図」では二階堂氏で、「平姓東郷氏支族系図」では前妻比志島氏である。なお、「鹿児島県史料　旧記雑録　諸氏系図」では比志島義時の孫娘が東郷藤兵衛重通（実満のことと思われる）の妻であり、比志島氏が実勝の母という説が正しいということになると、家老比志島範房の養従兄弟ということになる。
また、二階堂氏は「鹿児島県史料　旧記雑録拾遺　伊地知季安著作集三」によると家格御小姓与で元田布施郷士の二階堂源右衛門行格の次女で、島津綱貴の側室の妹という。二階堂氏が実勝の生母であるというのが正しいと、実勝は島津主水久房の従兄弟ということになる。